# کپی‌ها (فیلم)
کپی‌ها یا جایگزین (به انگلیسی: Replicas) یک فیلم علمی تخیلی مهیج به کارگردانی جفری ناچمانوف و نویسندگی چاد سنت جان محصول سال ۲۰۱۸ ایالات متحده آمریکا است. این فیلم به داستان یک متخصص عصب‌پژوه می‌پردازد که قانون و اخلاق زیستی را نقض می‌کند، تا اعضای خانواده‌اش را پس از کشته شدن در یک تصادف رانندگی به زندگی بازگرداند. از بازیگران آن می‌توان به کیانو ریوز، آلیس ایو و توماس میدلتیچ اشاره کرد.
نخستین نمایش فیلم در جشنواره بین‌المللی فیلم نایت ویژنز در فنلاند در نوامبر ۲۰۱۸ بود و سپس در ۱۱ ژانویه ۲۰۱۹، در ایالات متحده آمریکا توسط انترتینمنت استودیوز منتشر شد. فیلم با واکنش منفی از سوی منتقدان همراه بود که از فیلم‌نامه، فیلمبرداری و بازیگری انتقاد می‌کردند؛ و همچنین تبدیل به بمب گیشه شد.

## داستان
فیلم جایگزین یا کپی‌ها (Replicas) داستان مردی دانشمند و جسور به نام ویل فاستر را نشان می‌دهد که خانواده خود را در تصادف از دست می‌دهد و حالا قصد دارد با استفاده رشته علمی خود و روش‌های شبیه‌سازی اعضای خانواده خود را به زندگی برگرداند اما…

## بازیگران
- کیانو ریوز در نقش ویلیام فاستر، پژوهشگر عصب‌شناسی
- آلیس ایو در نقش مونا فاستر، همسر ویلیام
- توماس میدلتیچ به عنوان اد ویتل، عضو تیم تحقیقاتی ویلیام و دوست خانوادگی
- جان اورتیز به عنوان جونز، رئیس ویلیام در بیون
- امجی آنتونی به عنوان مت فاستر، پسر ویلیام و مونا
- امیلی آلین لیندن به عنوان سوفی فاستر، دختر بزرگتر ویلیام و مونا
- آریا لیابو به عنوان زو فاستر، دختر جوان ویلیام و مونا
- نیاسا هاتندی به عنوان اسکات، عضو تیم تحقیقاتی ویلیام است